# Lyttelton Times
Die Lyttelton Times war eine der ersten regional erscheinenden Wochenzeitung in Neuseeland. Sie hatte ihren Sitz in Lyttelton auf der Südinsel des Landes.

## Geschichte
Die Lyttelton Times wurde 1850 in Lyttelton gegründet und erschien erstmals am 11. Januar 1851. Finanzier der Zeitung war Ingram Shrimpton aus Oxford, England, der nicht selbst vor Ort die Zeitung gründete, sondern sie unter der Leitung von James Edward Fitzgerald gründen ließ. Bereits am 1. August 1850 wurde die Lyttelton Times in der Canterbury-Ansiedlung öffentlich angekündigt. Als dann am 16. Dezember 1850 das erste der vier Schiffe der Canterbury Association, die Charlotte Jane, mit britischen Auswanderern den Hafen von Lyttelton erreichten, waren neben dem Equipment für die Zeitungsherstellung, auch Drucker, Setzer und James Edward Fitzgerald als Journalist und erster Herausgeber der Zeitung an Bord. Sie schafften es in lediglich 26 Tagen nach ihrer Ankunft die Erstausgabe der Öffentlichkeit zu präsentieren. Fitzgerald blieb für zwei Jahre und gab seine Position auf, als er zum Superintendenten von Canterbury gewählt wurde.
Die Zeitung erschien bis 1854 wöchentlich und wurde, nachdem Shrimpton selbst nach Neuseeland gekommen war, auf 14-tägliche Erscheinungsweise umgestellt. 1860 kaufte der spätere neuseeländische Politiker William Reeves Anteile der Zeitung, wurde ihr Geschäftsführer und übernahm 1867 die Herausgeberschaft. 1861 kam der irische Journalist Henry Blundell mit ins Management der Zeitung, blieb aber nur für ein Jahr. Obwohl bei ihrer Gründung die Lyttelton Times als unabhängige Tageszeitung begann, wandte sie sich unter der Leitung von Reeves und Blundell ab den 1860ern dem liberalen Lager zu.

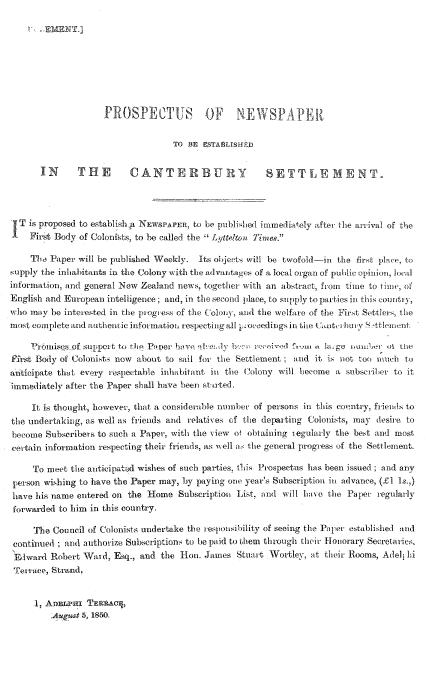
Öffentliche Ankündigung des Erscheinens der Zeitung (1. August 1850)

Nachdem 1861 The Press in Christchurch gegründet worden war, zog die Lyttelton Times 1863 auch nach Christchurch um und wechselte die Erscheinungsweise auf drei Mal pro Woche. Die Herausgeber der Lyttelton Times brachten 1865 noch zusätzlich die wöchentlich erscheinende Canterbury Times auf den Markt und am 14. Mai 1868 The Star, eine Abendausgaben der Lyttelton Times.
1889 wurde Reeves Sohn, William Pember Reeves, der zuvor schon ab 1882 politische Kommentare für das Blatt geschrieben hatte und ab 1885 Herausgeber der Canterbury Times war, nun Herausgeber der Lyttelton Times. 44 Jahre später, am 1. August 1929, wurde die Lyttelton Times in Christchurch Times umbenannt.
1935 hatte Christchurch zwei Tageszeitungen, die am Morgen erschienen und zwei, die am Abend herausgegeben wurden. Dem harten Konkurrenzkampf auf dem neuseeländischen Zeitungsmarkt geschuldet, wurde u. a. die Christchurch Times am 29. Juni 1935 geopfert und eingestellt. Die Firma Lyttelton Times Ltd. benannte sich in New Zealand Newspapers Ltd. um und gab schließlich die Star-Sun als Abendzeitung in Christchurch heraus, wogegen die Konkurrenz mit The Press als Morgenausgabe überlebte.

## Fotogalerie

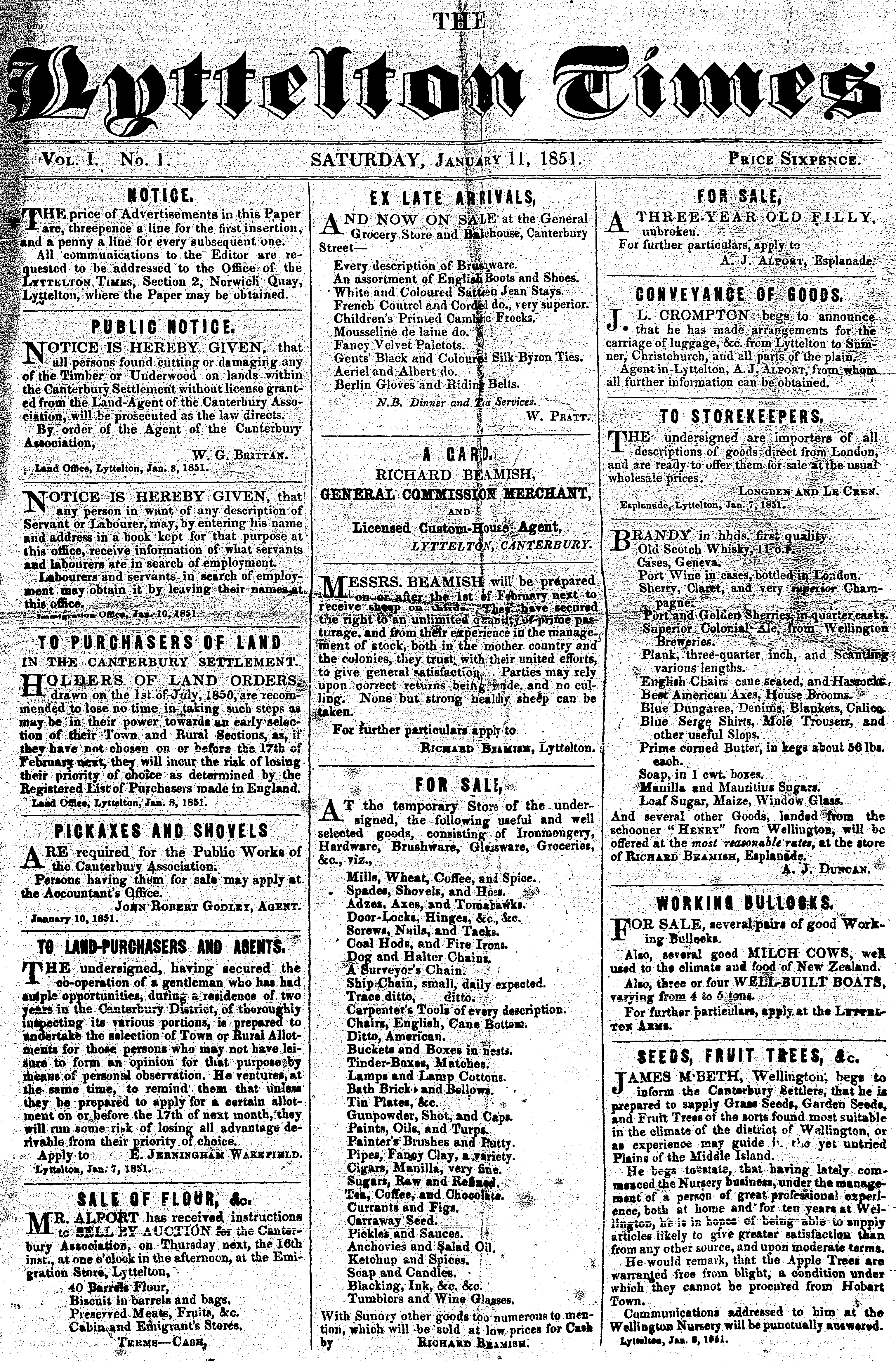
Erste Ausgabe der Lyttelton Times
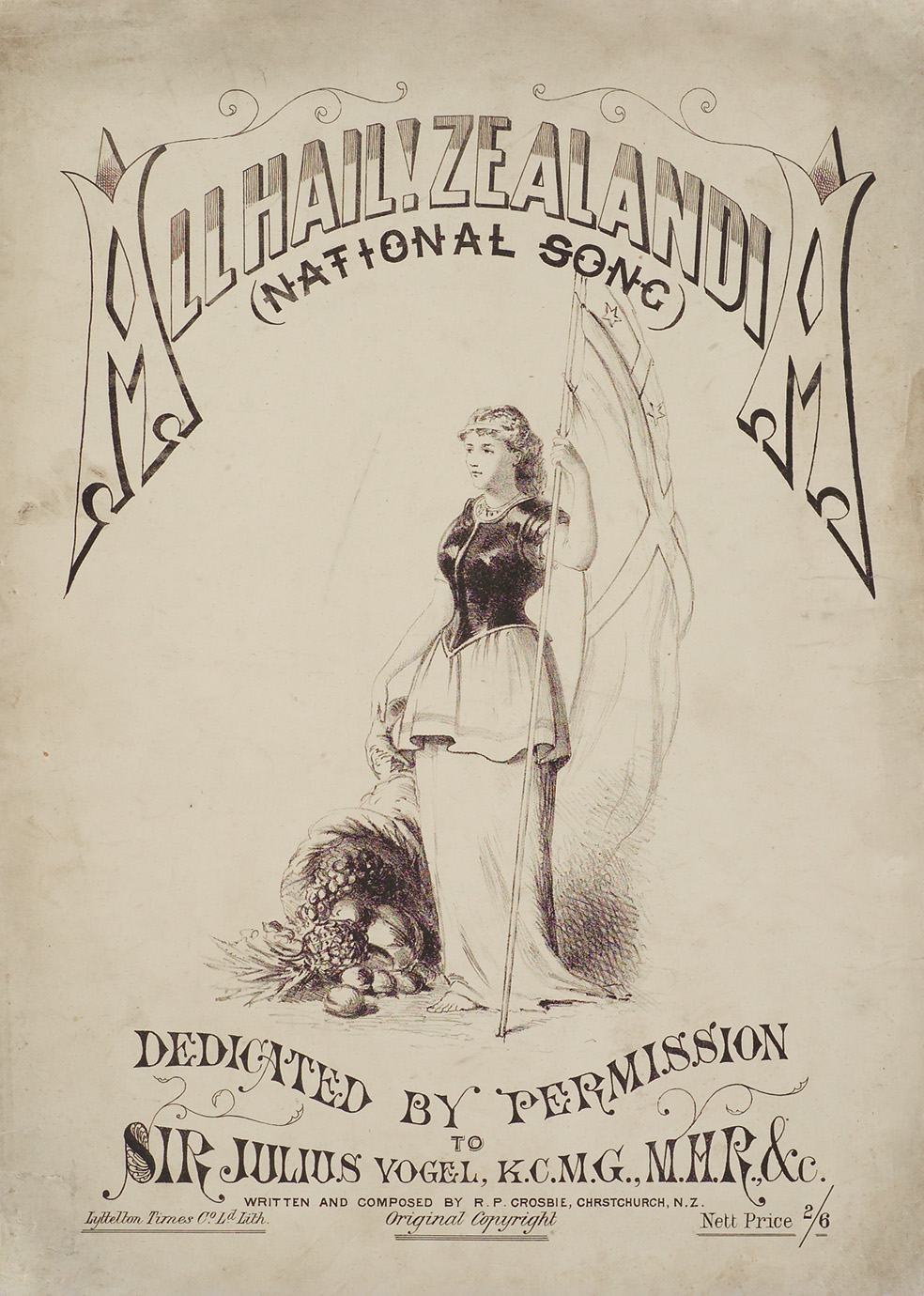
All Hail! Zealandia gedruckt 1885 in der Lyttelton Times